# NGC 3428
NGC 3428 (ook: NGC 3429) is een balkspiraalstelsel in het sterrenbeeld Leeuw. Het hemelobject werd op 25 maart 1865 ontdekt door de Duitse astronoom Albert Marth. Het werd herontdekt in 1880 door Andrew Ainslie Common.

## Synoniemen
- UGC 5968
- MCG 2-28-22
- ZWG 66.45
- PGC 32552